# Flugplatz Crussow

i7
i11
i13
Der Flugplatz Crussow ist ein Sonderlandeplatz in Crussow im Gebiet der Stadt Angermünde in Brandenburg. Er wird durch Bernd Finkbeiner betrieben.

## Lage
Der Flugplatz liegt etwa 5 km östlich von Angermünde.

## Flugbetrieb
Der Flugplatz Crussow ist zugelassen für Motorflugzeuge bis 2000 kg höchstzulässiger Startmasse, deren Startstrecke auf eine Höhe von 50 Fuß unterhalb von 385 m liegt. Weiterhin ist der Flugplatz zugelassen für aerodynamisch gesteuerte Ultraleichtflugzeuge, schwerkraftgesteuerte Ultraleichtflugzeuge in der Bauart Motorschirmtrike, ultraleichte Drehflügelflugzeuge (Tragschrauber) sowie motorisierte Gleitschirme. Flüge von nicht am Platz ansässigen Flugzeugen bedürfen der vorherigen Genehmigung des Betreibers (PPR). Der Flugplatz verfügt über eine 515 m lange und 30 m breite Start- und Landebahn aus Gras.

## Geschichte
Der Flugplatz Crussow wurde am 7. Juni 1999 als Ultraleichtfluggelände genehmigt. Der ursprüngliche Halter des Platzes war Wilfried Bergholz.
Die Gestattung der Betriebsaufnahme erfolgte am 6. März 2001. Am 4. Februar 2014 wurde die Halterschaft auf Bernd Finkbeiner übertragen. Die Betriebsgenehmigung wurde am 19. Januar 2023 auf Motorflugzeuge bis 2000 kg höchstzulässiger Startmasse erweitert.

Am 29. April 2001 wurde der SLP Crussow eröffnet, 182 Starts in 4 Stunden mit 10 ULs
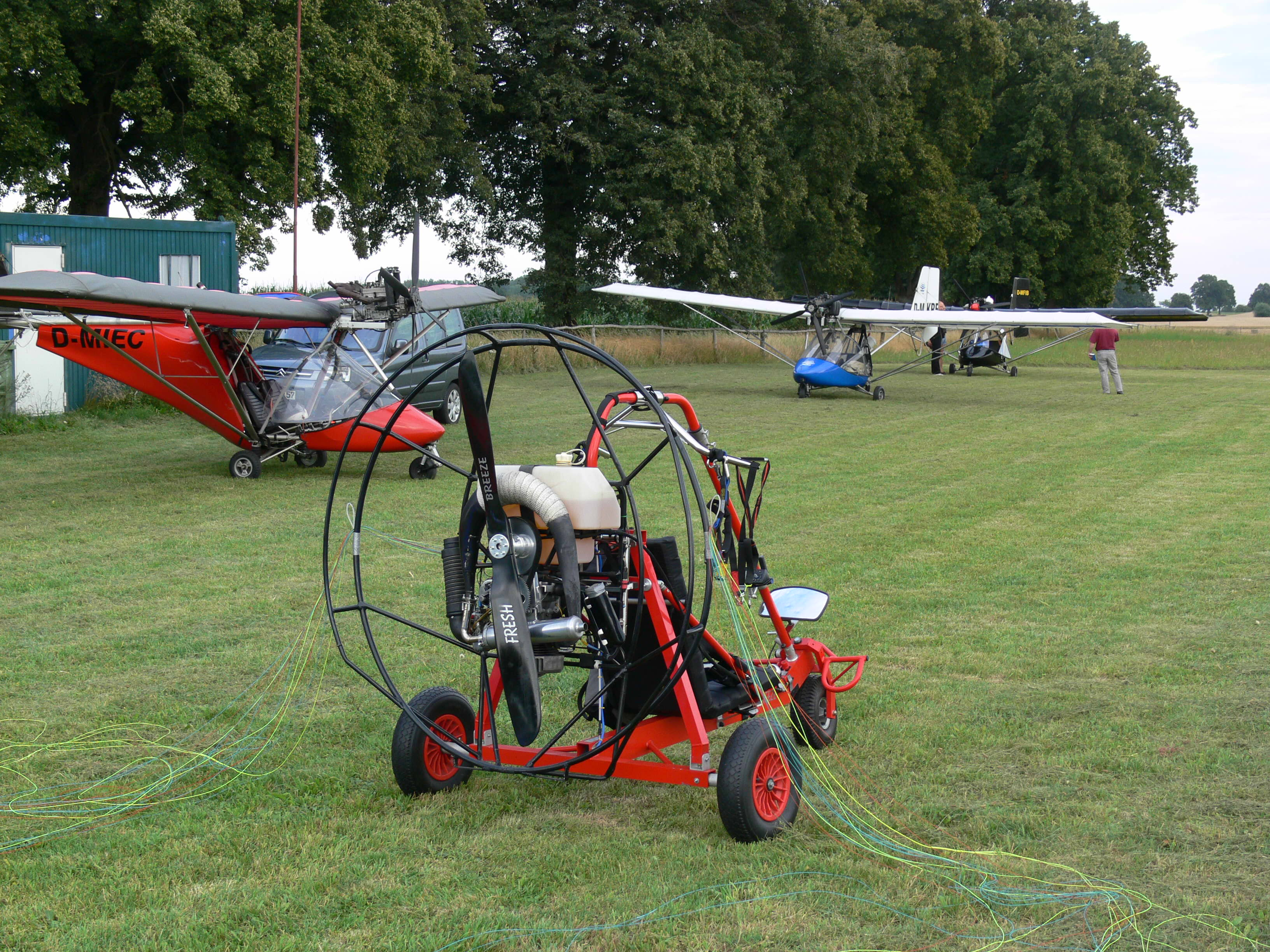
Graspiste 383 m ab 2001 für ULs, Motorschirmtrikes und Tragschrauber zugelassen
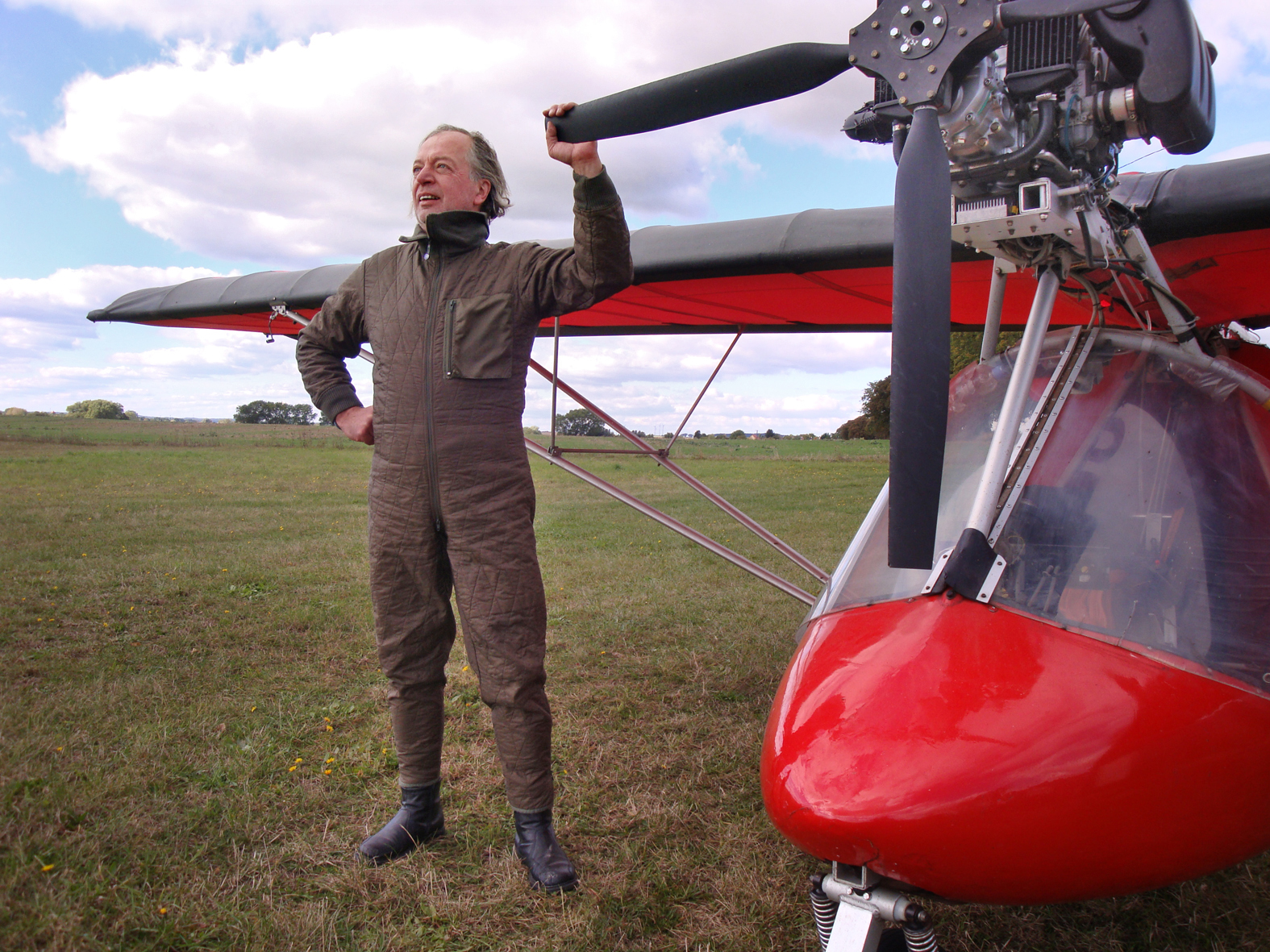
Flugplatzgründer Wilfried Bergholz 2012 mit seiner C-22
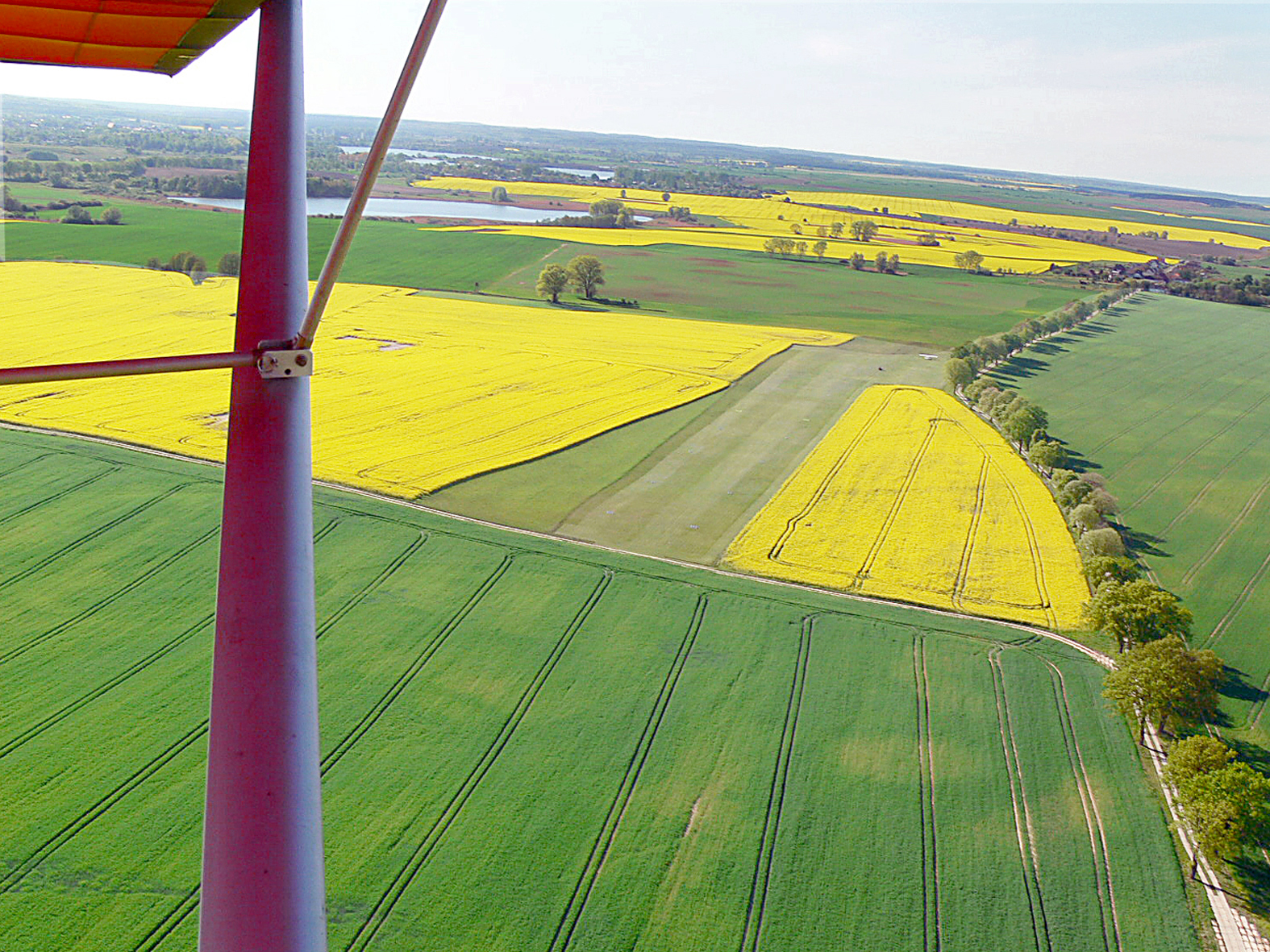
Flugplatz Crussow Start- und Landebahn 13/31 April 2007
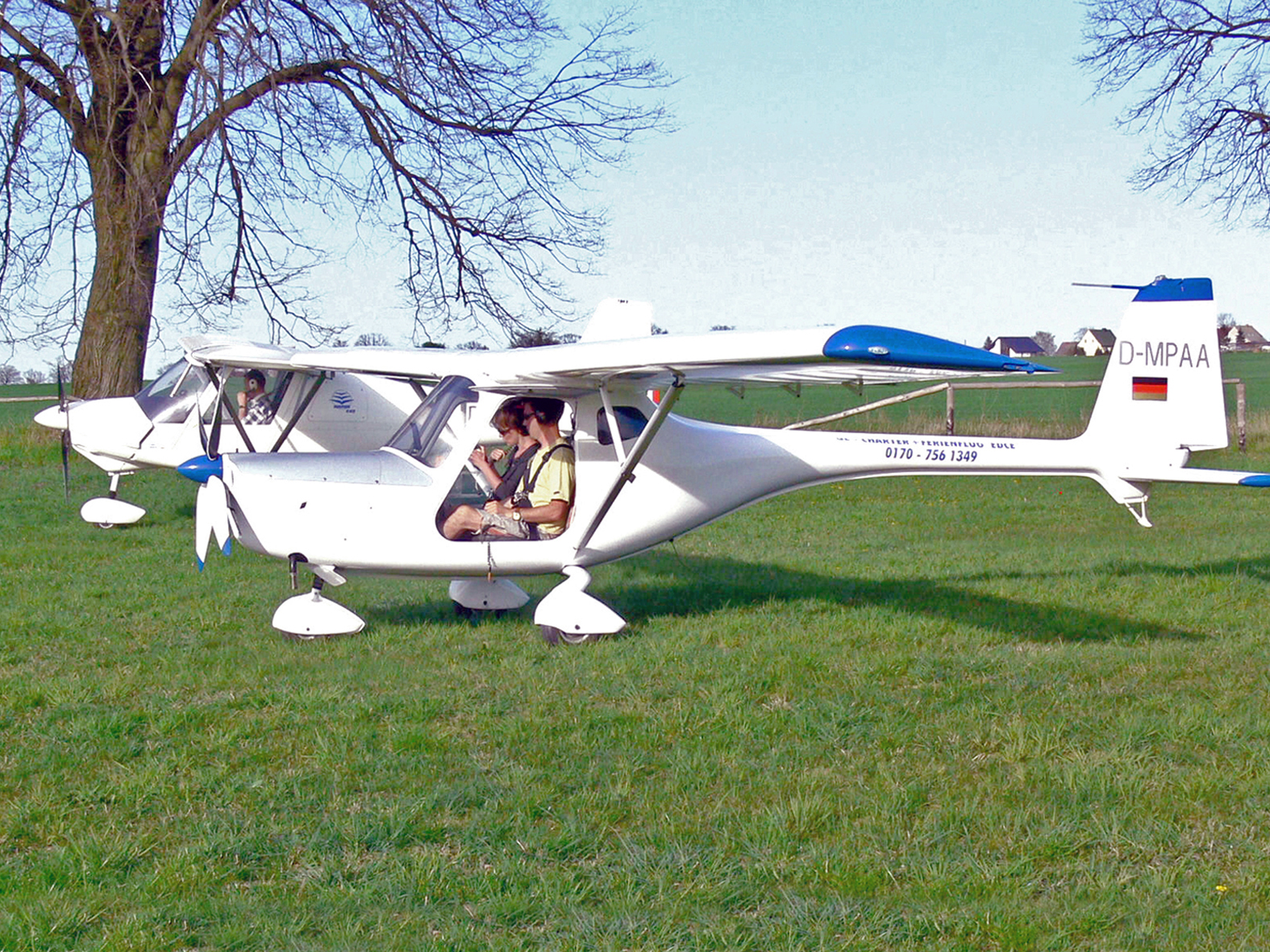
Flugbetrieb auf dem Flugplatz Crussow April 2007, eine Comco C-42 Remos Gemini